# Catherine Banfield
Catherine "Cate" Banfield è un personaggio della serie televisiva E.R. - Medici in prima linea, interpretato da Angela Bassett.

## Biografia del personaggio
È un medico molto competente ma dal carattere scontroso. Viene nominata capo del pronto soccorso, ma si trova spesso in contrasto con i suoi colleghi a causa del suo carattere e del suo stile di gestione del reparto.
Si scontra spesso con Archie Morris, con il quale sembra non andare per niente d'accordo. Ma i due, dopo essere rimasti bloccati a un convegno medico durante una bufera di neve, si scoprono più simili di quanto non sembri a prima vista, e sarà proprio a Morris che la Banfield confiderà le sue pene personali.
Nel corso della serie si scopre che la Banfield è sposata e che suo figlio è morto proprio al pronto soccorso, a causa di una leucemia che lei non aveva saputo diagnosticare. Paradossalmente si trova quindi a lavorare proprio nel posto in cui suo figlio è morto, malgrado i tentativi compiuti dal dottor Greene per salvarlo.